# أنس الفاضل
أنس الفاضل أحمد (مواليد 5 مارس 1997) هو لاعب كرة قدم قطري يلعب في خط الوسط حالياً مع نادي المرخية معار من نادي الخور . 

## مسيرة اللاعب
لعب سابقاً في نادي المرخية ونادي الشحانية ونادي الخور.

## روابط خارجية
- أنس الفاضل على موقع Soccerway.com (الإنجليزية)
- أنس الفاضل على موقع كووورة